# 8558 Hack
A 8558 Hack (ideiglenes jelöléssel 1995 PC) a Naprendszer kisbolygóövében található aszteroida. L. Tesi és A. Boattini fedezte fel 1995. augusztus 1-jén.